# شاين كروفورد
شاين كروفورد (16 نوفمبر 1979 في جامايكا - ) (بالإنجليزية: Shane Crawford)‏ هو لاعب كرة قدم جامايكي في مركز الدفاع. شارك مع منتخب جامايكا لكرة القدم. أما مع النوادي، فقد لعب مع تشارلستون بيتري وVillage United F.C. ‏ ونادي بان.

## وصلات خارجية
- شاين كروفورد على موقع قاعدة بيانات كرة القدم.إي يو (الإنجليزية)
- شاين كروفورد على موقع ناشيونال فوتبول تيمز (الإنجليزية)